# Gerardo Romero
Gerardo Romero (1906) è stato un calciatore paraguaiano, di ruolo attaccante.

## Carriera
Partecipò al Mondiale del 1930 con la Nazionale paraguaiana, in cui giocò una partita.